# Synasellus valpacensis
Synasellus valpacensis là một loài chân đều trong họ Asellidae. Loài này được Afonso miêu tả khoa học năm 1996.